# Безводная (Адыгея)
Безво́дная (адыг. Псынчъэ) — станица в Майкопском районе Республики Адыгея России. Входит в состав Краснооктябрьского сельского поселения.

## География
Расположена на реке Безводной (Прусской), левом притоке Курджипса, в горнолесной зоне, в 18 км к юго-западу от станицы Курджипской.

## История
Станица Прусская основана в 1863 году (названа в честь принца Альбрехта Прусского). В 1874—1885 гг — посёлок Прусский, переименована в Безводную в 1915 году. Новое название было связано с особенностями местоположения станицы, в окрестностях которой «ни реки ни речушки не имеется». Входила в Майкопский отдел Кубанской области.
До конца 2012 года станица располагалась на межселенной территории и находилась в прямом подчинении района, затем включена в состав Краснооктябрьского сельского поселения.

## Население
| 2002 | 2010 | 2013 | 2014 | 2015 | 2016 | 2017 |
| ---- | ---- | ---- | ---- | ---- | ---- | ---- |
| 95   | ↘52  | ↗54  | ↗56  | ↗62  | ↗72  | ↘68  |
| 2018 | 2019 | 2020 | 2021 | 2023 | 2024 |      |
| ↘67  | ↗69  | ↗72  | ↗91  | ↘89  | ↘87  |      |

## Национальный состав
По переписи населения 2010 года из 52 проживающих в станице, 45 человек указали свою национальность
| Национальность | %    | Численность |
| -------------- | ---- | ----------- |
| Русские        | 87 % | 45          |

По данным Всероссийской переписи населения 2021 года:
| Народ               | Численность, чел. | Доля от всего населения, % |
| ------------------- | ----------------- | -------------------------- |
| русские             | 32                | 35,16 %                    |
| армяне              | 2                 | 2,20 %                     |
| другие / не указано | 57                | 62,64 %                    |
| всего               | 91                | 100,0 %                    |

## Улицы
- Апшеронская,
- Комсомольская,
- Краснофлотская,
- Красных Командиров,
- Пруцкая,
- Старых Большевиков.